# Xhezair Shaqiri
Xhezair Shaqiri, ps. Komandant Hoxha (mac. Џезаир Шаќири; ur. 15 maja 1965 w Tanuszewci) – północnomacedoński polityk pochodzenia albańskiego.

## Życiorys
W 1981 roku po zakończeniu protestów w Kosowie przeniósł się do Szwajcarii, gdzie wystąpił o azyl polityczny oraz działał na rzecz diaspory albańskiej. Do Kosowa wrócił w 1998 roku, dołączył do Armii Wyzwolenia Kosowa. Następnie służył w Armii Wyzwolenia Narodowego jako dowódca brygady, brał udział w bitwach o Araczinowo oraz Tanuszewci, odbywających się podczas konfliktu w Tetowie.
Po zakończeniu działań wojennych zasiadał w Zgromadzeniu Republiki Macedonii z ramienia Odrodzenia Narodowo-Demokratycznego. W maju 2018 roku został doradcą premiera Zorana Zaewa do spraw bezpieczeństwa wewnętrznego i walki z radykalizmem, jednak zrezygnował ze stanowiska jeszcze w tym samym miesiącu.
Deklaruje znajomość języków angielskiego, francuskiego i niemieckiego.